# Walter Georg Kostka

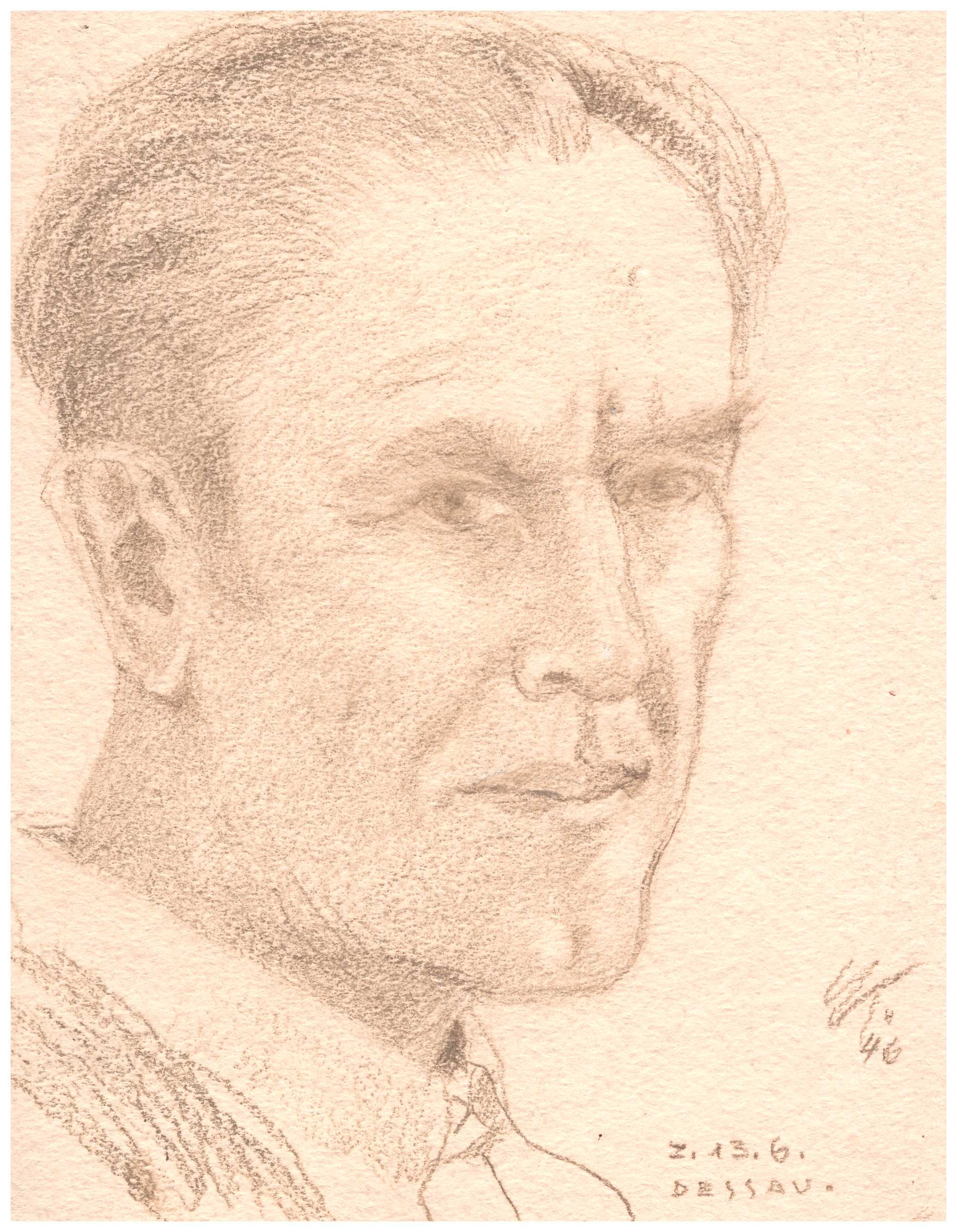
Selbstporträt (1946)

Walter Georg Kostka (* 5. August 1884 in Zeitz, Provinz Sachsen; † 22. Juli 1970 in Berlin) war ein deutscher Architekt, Maler und Zeichner.

## Werdegang
Er war ein Sohn des Holzbildhauers Viktor Walter Kostka und als Architekt Mitglied im Bund Deutscher Architekten. Zwischen den Kriegen war er überwiegend als Architekt tätig und schuf mit der Firma OSRAM verschiedene Lichtwerke. Nach dem Zweiten Weltkrieg widmete sich Walter Kostka in den 1950er-Jahren mehr der Malerei. Er schuf Kunstwerke, die er auch auf der „Juryfreien Kunstausstellung“ 1952 in den Ausstellungshallen am Funkturm ausstellte. Seine Frau Helene heiratete er 1909. Am 22. Juli 1970 verstarb Walter Georg Kostka in Berlin 85-jährig.

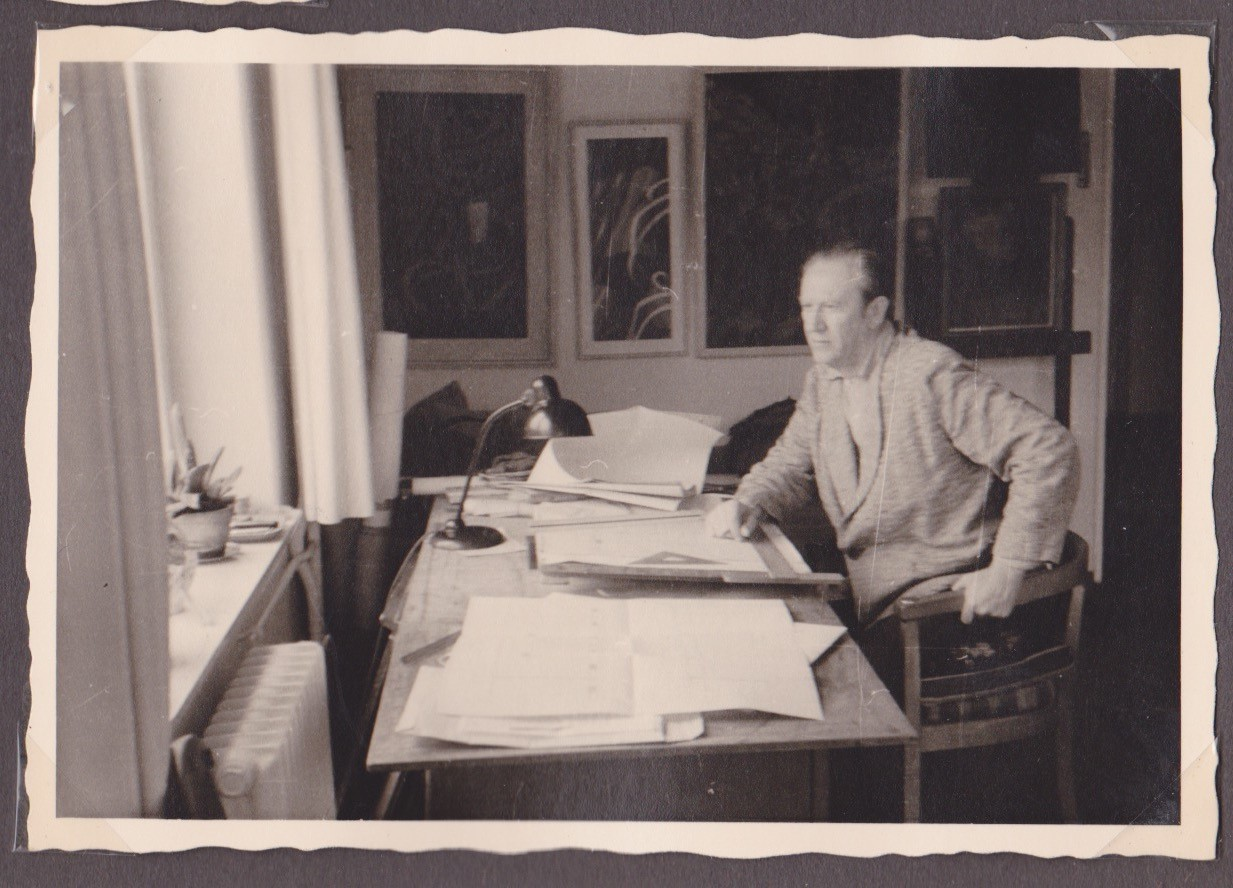

## Schaffen
Walter Georg Kostka war Architekt bei Bruno Paul, erster Architekt in der Königlichen Schlossbau-Kommission unter Oberhofbaurat Geyer bis 1924. Seine Phantasie, verbunden mit Einfühlungsvermögen für schöne Gestaltung des rein Technischen, erlaubte es dem Künstler, bei Industrieunternehmen für innenarchitektonische Arbeiten verantwortlich zu zeichnen. Zu diesen Firmen gehörten unter anderem OSRAM und Atrax. Er ist Erfinder der Leuchtbausteine und formschöner Lampenkörper wie der „Atrax-Lampe“.
Walter Georg Kostka war Mitglied der Künstlergruppe „Freie Gruppe Berlin“, zu der auch Erhard Langkau, Werner Rocco, Jubel Bartosch und Ruth von Minden-Riefenstahl gehörten. Obwohl Kostka sich schon in jungen Jahren für die Malerei interessierte, kam seine Berufung, die Malerei, erst nach dem Zweiten Weltkrieg zum Durchbruch. Seine Bilder waren in unterschiedlichen Ausstellungen zu sehen.
Besonders erwähnenswert ist die „Juryfreie Kunstausstellung Berlin“ im Jahr 1952, bei der er auch Mitglied in der Hängekommission war. Weitere Beteiligungen an Ausstellungen waren, die Brüssler Weltausstellung, auf der er einen Preis gewann, die Große Berliner Kunstausstellung 1960 und eine Sonderausstellung zur Steglitzer Festwoche. Heute noch hängen einige seiner Bilder im Rathaus Steglitz in Berlin.

| [ 6 ] | [ 7 ] | [ 8 ] |

## Werke
Walter Kostka entwarf in seiner Zusammenarbeit mit der Firma OSRAM verschiedene Lampen und Beleuchtungen für unterschiedliche Zwecke. Seine innenarchitektonischen Entwürfe und Ideen für unterschiedliche Beleuchtungsprobleme sind in einem Sonderdruck der Firma Osram „Licht und Raum“ von Karl Wernicke veröffentlicht, für den Walter Kostka die Zeichnungen erstellte.